# Paul Derbfuß
Paul Derbfuß (* 8. Oktober 1937 in Nürnberg; † 3. Mai 2015 ebenda) war ein deutscher Fußballspieler.

## Spielerlaufbahn
Der Verteidiger erlernte das Fußballspielen beim Nürnberger Stadtteilverein TV 1860 Schweinau, bei dem er auch seine ersten beiden Senioren-Spieljahre in der damaligen A-Klasse absolvierte. In der Saison 1958/59 spielte er für den VfB Bayreuth in der 1. Amateurliga Nordbayern. Größere Erfolge blieben dort jedoch aus und so wechselte Derbfuß zum 1. FC Nürnberg, für den er ab 1959 in der ersten Mannschaft spielte, insgesamt 175-mal bis 1965. Davon absolvierte er in der damals erstklassigen Oberliga Süd 83 Spiele, danach spielte er noch 15-mal in der neu gegründeten Bundesliga. Zusammen mit Helmut Hilpert bildete der als kompromissloser und nervenstarker Verteidiger charakterisierte Derbfuß die Abwehr einer erfolgreichen Mannschaft, die 1961 die deutsche Meisterschaft und 1962 den DFB-Pokal gewann.
Mit der Gründung der Bundesliga ging auch die Einführung des professionellen Fußballspielers einher. Derbfuß entschied sich gegen eine Karriere als Vollprofi und blieb beim Arbeitsamt Nürnberg. Seine Karriere als Fußballspieler setzte er ab 1965 bei der SpVgg Fürth fort, die in der zweitklassigen Regionalliga Süd noch unter halbprofessionellen Bedingungen arbeitete. Für diese absolvierte Derbfuß bis 1969 in der Regionalliga 115 Spiele sowie sechs Spiele im DFB-Pokal.

## Statistik
| Spielerstatistik              | Spielerstatistik | Spielerstatistik | Spielerstatistik |
| Wettbewerb                    | Zeitraum         | Spiele           | Tore             |
| ----------------------------- | ---------------- | ---------------- | ---------------- |
| Oberliga Süd                  | 1959–1963        | 083              | 0                |
| 1. Bundesliga                 | 1963–1964        | 015              | 0                |
| Regionalliga Süd              | 1964–1969        | 115              | 2                |
| DM-Endrunde                   | 1961–1962        | 09               | 0                |
| Europapokal der Landesmeister | 1961–1962        | 06               | 0                |
| Europapokal der Pokalsieger   | 1962–1963        | 01               | 0                |

### Erfolge
- 1× Deutscher Meister: 1961
- 1× DFB-Pokalsieger: 1962

## Funktionärslaufbahn
In späteren Jahren widmete er sich als Funktionär dem Fußball auf lokaler Ebene. Beim Eisenbahnsportverein Flügelrad Nürnberg leitete er von 1986 bis 1994 die Fußballabteilung, von 1994 bis 2005 war er 1. Vorsitzender des Gesamtvereins.